# كلود ديسوكلايد
كلود ديسوكلايد (بالفرنسية: Claude Desusclade)‏ (19 مايو 1919 – 2015) هو سبّاح فرنسي راحل، مثّل بلاده في الألعاب الأولمبية الصيفية 1936.

## روابط خارجية
كلود ديسوكلايد على موقع الاتحاد الدولي للسباحة (الإنجليزية)
- كلود ديسوكلايد على موقع أوليمبيديا (الإنجليزية)